# Agrupament Escolta Ramon Llull
Agrupament Escolta Ramon Llull és una entitat educativa i sense ànim de lucre que treballa en el temps de lleure per a infants i joves, a través dels joves i mitjançant l'escoltisme. Fou creada al barri de Gràcia de Barcelona el 1927 com a part de la secció Minyons de Muntanya de Grup Excursionista Joventut Catalana. El 2002 va rebre la Medalla d'Honor de Barcelona.
A partir del seu treball en el temps de lleure intenten que les nenes i els nens desenvolupin tota la seva capacitat creativa, autònoma i de visió crítica de la societat i on siguin ells els protagonistes de la seva pròpia educació. Volen que els infants siguin persones amb criteri, sensibles davant els problemes de la comunitat que els envolta i capaços d'actuar solidàriament. Forma part d'Escoltes Catalans.
Actualment té la seu al carrer Ros de Olano 6 2n pis del barri de Gràcia de Barcelona.